# Сахно, Алексей Андреевич
Алексей Андреевич Сахно (1936 год, село Рейхенфельд, Михайловский район, Запорожская область) — комбайнёр совхоза «Убаганский» Карасуского района Кустанайской области, Казахская ССР. Герой Социалистического Труда (1972).
В 50-е годы XX столетия по комсомольской путёвке прибыл в Казахстан на освоение целины. Трудился комбайнёром в совхозе «Убаганский» Карасуского района. В 1971 году собрал и намолотил 13300 центнеров зерновых на участке площадью 1240 гектаров. Указом Президиума Верховного Совета СССР N 3630-VIII «О присвоении звания Героя Социалистического Труда передовикам сельского хозяйства Казахской ССР» от 13 декабря 1972 года удостоен звания Героя Социалистического Труда с вручением ордена Ленина и золотой медали «Серп и Молот».